# Eike Küttner
Eike Küttner (* 19. September 1964) ist ein ehemaliger deutscher Fußballspieler.

## Sportlicher Werdegang
Eike Küttner wechselte 1981 von Aktivist Brieske Senftenberg zum BFC Dynamo, für den er ab 1984 in der DDR-Oberliga aktiv war. In den Folgejahren hatte Küttner beim DDR-Rekordmeister einen schweren Stand, hinter den etablierten Stammspielern Waldemar Ksienzyk, Frank Rohde oder Burkhard Reich war der Defensivspieler häufig zweite Wahl.
Küttner gewann mit den Berlinern viermal die DDR-Meisterschaft sowie zweimal den FDGB-Pokal. Auf internationaler Ebene kam er im Europapokal auf neun Einsätze, im Rückspiel des Europapokals der Pokalsieger 1989/90 gelang ihm in der Verlängerung gegen den AS Monaco sein einziges Tor.
Nach dem Scheitern des FC Berlin in der Qualifikation für die 2. Fußball-Bundesliga, wechselte Küttner 1991 für eine Spielzeit zum Lokalrivalen Blau-Weiß 90 Berlin. Im Anschluss spielte er drei Jahre beim Wuppertaler SV, seine Laufbahn ließ er 1997 aber wieder in Berlin beim Spandauer SV ausklingen.
Seit dem Ende seiner Spielerkarriere arbeitet Küttner als Journalist beim ZDF.

## Statistik
- DDR-Oberliga: 101 Spiele / 9 Tore
- 2. Bundesliga: 42 Spiele / 5 Tore
- Regionalliga: 61 Spiele / 2 Tore
- NOFV-Oberliga: 19 Spiele / 2 Tore
- Europapokal der Landesmeister: 5 Spiele / 0 Tore
- Europapokal der Pokalsieger: 3 Spiele / 1 Tor
- UI-Cup: 5 Spiele / 1 Tor